# Бокеу
Бокеу (ບໍ່ ແກ້ວ) — провінція (кхвег) на північному заході Лаосу. Назва провінції означає «шахта з дорогоцінними каменями», оскільки тут здавна добувають дорогоцінні й напівкоштовні камені. Провінція була утворена в 1983 році після поділу провінції Луангнамтха. У 1992 році до неї були приєднані також райони Пактха і Пхаудом.

## Населення
| 1995    | 1996    | 2005    | 2013    |
| ------- | ------- | ------- | ------- |
| 114 542 | 114 900 | 145 919 | 172 240 |

## Адміністративний поділ
Провінція розділена на такі райони:
- Хуайсай (5-01)
- Мууег (5-03)
- Пактха (5-05)
- Пхаудом (5-04)
- Тонпхеунг (5-02)